# Loučná (Berg)
Loučná (deutsch Wieselstein) ist der höchste Berg des Osterzgebirges.

## Lage und Umgebung
Der Loučná in Tschechien erhebt sich unmittelbar am südlichen Steilabfall des Erzgebirges zum 700 m tiefer liegenden Nordböhmischen Becken.
Südlich am Fuß des Gebirges liegen die Städte Meziboří (Schönbach) und Horní Litvínov (Oberleutensdorf). Auf dem Erzgebirgskamm befindet sich östlich das kleine Dorf Dlouhá Louka (Langewiese), im Südosten Loučná (Ladung),  westlich der Ort Klíny (Göhren) und im Norden die Talsperre Fláje (Fleyh).
Der Gipfelbereich befindet sich in einem 1980 Hektar großen Wildgehege, das bis Klíny und zur Talsperre Fláje reicht und ist für die Öffentlichkeit nur im Juli und August (über einzelne Zugangstore) zugängig. Auf dem Gelände wurden im Jahr 1848 unter anderem Wapiti-Hirsche gezüchtet. Westlich unterhalb des Gipfels liegt das Forsthaus Jiřík (Georgshöhe), von dem eine Forststraße zum Jagdschloss Lichtenwald führt.

## Wege zum Gipfel
- Eine blau markierte Wanderroute führt von Litvínov und Meziboří über die Schulter des Berges. Eine markierte Abzweigung führt bis zum höchstmöglichen Punkt am Zaun des Wildgeheges.
- Ein weiterer Ausgangspunkt ist, ebenfalls blau markiert, Dlouhá Louka. Der Aufstieg ist im Winter auch mit Langlaufski möglich.